# Confederación Budista Internacional
La Confederación Budista Internacional es la confederación religiosa Budista más grande del mundo, con sede en Delhi, India. El arquitecto de la confederación es Lama Lobzang. A esta confederación se le conoce por ser la primera organización que une a los Budistas de todo el mundo.